# Figuren aus My Little Pony – Freundschaft ist Magie
Die Figuren aus der Zeichentrickserie My Little Pony – Freundschaft ist Magie leben zum Großteil im, durch Ponys regierten, fiktiven Königreich Equestria, das Hauptschauplatz der vierten Generation der TV-Serie zur Marke Mein kleines Pony von Hasbro ist. Darüber hinaus tauchen diese Figuren in den offiziellen Comics von IDW Publishing und allen weiteren Produkten der Marke auf. In den Ableger-Filmen Equestria Girls und Rainbow Rocks sowie den daraus abgeleiteten Produkten der „Equestria-Girls“-Serie existieren diese Figuren in menschlicher Form.

## Hauptfiguren
Die sechs Protagonisten verfügen jeweils über besondere Tugenden sowie Fähigkeiten und bilden zusammen in Freundschaft vereint die sechs Elemente der Harmonie. Unter Bronies und allgemein in Fankreisen werden sie auch als die Mane Six bezeichnet. Jeder der Protagonisten hat ein Haustier, welche aber nur in wenigen Episoden eine zentrale Rolle einnehmen.

### Twilight Sparkle
Das Einhorn Twilight Sparkle ist eine fleißige, doch etwas zurückgezogene Schülerin von Prinzessin Celestia. Diese erteilt ihr den Auftrag, nach Ponyville zu gehen und endlich Freundschaften zu schließen. Zusammen mit dem Babydrachen Spike zieht sie in die leerstehende Golden Oak Library. So kann sie sich weiterhin den Büchern widmen und ihre magischen Fähigkeiten methodisch erforschen. Aufgrund ihrer magischen Fortschritte gelingt es ihr am Ende der dritten Staffel in der Episode Prinzessin Twilight zu einem Alihorn, einem geflügelten Einhorn, und damit zu einer Prinzessin zu werden. In dem Staffelfinale der vierten Staffel wird ihre Bibliothek zerstört, sie bekommt schließlich ein Schloss in Ponyville und wird zur Prinzessin der Freundschaft ernannt. Neben ihrem Babydrachen Spike hat sie eine Eule namens Owlowiscious als Haustier. Von den sechs Elementen der Harmonie verkörpert sie die Magie.
Äußerliche Erkennungsmerkmale sind ihr lila Fell, ihre blaue Mähne mit pinken und violetten Strähnen und ihr magisches Horn auf der Stirn sowie ab Ende der dritten Staffel ihre Flügel. Ihr Schönheitsfleck ist ein sechszackiger rosa Stern, der von fünf weißen Sternchen umringt wird. Ihre Krone besteht ursprünglich aus dem Element der Harmonie und wird später durch eine andere Krone ersetzt.

### Applejack
Das Erdpony Applejack ist für die Arbeiten auf der Familienfarm Sweet Apple Acres verantwortlich, wo sie zusammen mit ihren Geschwistern lebt. Sie hat einen Hund namens Winona als Haustier. Da sie immer sagt, was sie denkt, ist sie allgemein bekannt für ihre Ehrlichkeit, die ihr Element der Harmonie darstellt.
Äußerlich erkennt man sie an ihrem orangen Fell, der blonden Mähne, den Sommersprossen im Gesicht und dem Cowboyhut. Ihr Schönheitsfleck besteht aus drei leuchtend roten Äpfeln.

### Pinkie Pie
Pinkamena Diane Pie ist ein hyperaktives Erdpony aus Ponyville und hauptsächlich in der Konditorei Nascheckchen („Sugarcube Corner“) anzutreffen. Als Haustier hat sie einen zahnlosen Babyalligator namens Gummy. Pinkie Pie ist in der Lage, die vierte Wand zu durchbrechen und sich Cartoon-Physik zunutze zu machen. Sie hat es sich zur Aufgabe gemacht, immer Freude und Heiterkeit zu verbreiten; somit verkörpert sie als Element der Harmonie das Lachen.
Auch ihr Erscheinungsbild ist heiter; so hat sie ein hellrosa Fell und eine pinke, lockige Mähne. Ihr Schönheitsfleck besteht aus drei bunten Luftballons.

### Rainbow Dash
Rainbow Dash ist ein Pegasus und hat die Aufgabe, den Himmel von Wolken freizuhalten, sofern dies erwünscht ist. Dabei probiert sie immer wieder neue Flugmanöver aus, denn sie möchte der berühmten Fliegertruppe „Wonderbolts“ beitreten; in der Folge Nicht um jeden Preis der dritten Staffel gelingt es ihr, in deren Akademie aufgenommen zu werden und in der vierten Staffel besteht sie die Aufnahmeprüfung in derer Reservetruppen. In der sechsten Staffel wird sie zu einem vollwertigen Mitglied der Wonderbolts. Rainbow legt zwar oft eine gewisse Arroganz und Angeberei an den Tag und trifft übereilte Entscheidungen, steht am Ende aber stets loyal zu ihren Freunden. Ihr Haustier ist eine Schildkröte namens Schildi (in der engl. Fassung Tank), die durch einen Propeller an ihrem Panzer fliegen kann. Von den sechs Elementen der Harmonie verkörpert sie die Treue.
Sie hat ein hellblaues Fell und ihre Mähne erstrahlt in Regenbogenfarben. Ihr Schönheitsfleck besteht aus einem blitzförmigen Regenbogen, der aus einer Wolke hervorkommt.

### Fluttershy
Der Pegasus Fluttershy ist bekannt für ihre Schüchternheit und Tierliebe. Sie kümmert sich um die Tiere in Ponyville, vor allem um ihr Häschen Angel, und ist in der Lage, deren Sprache zu verstehen. Außerdem verfügt sie über einen starren, einschüchternden Blick, den sie jedoch nur in Notfällen einsetzt. Ihr Element der Harmonie ist die Freundlichkeit.
Ihr Fell ist hellgelb und sie hat eine hellrosa Mähne. Ihr Schönheitsfleck symbolisiert ihre besondere Verbindung zu Tieren und besteht aus drei rosa Schmetterlingen.

### Rarity
Rarity ist ein Einhorn, weshalb sie genau wie Twilight Sparkle, wenn auch nicht so stark, Magie einsetzen kann. Sie arbeitet als Fashion-Designerin in der „Carousel Boutique“, da sie sich leidenschaftlich für Mode und Schönheit interessiert. Sie hat eine Katze namens Opalescence als Haustier. Rarity hat ein großes Herz und verkörpert als Element der Harmonie die Großzügigkeit.
Sie hat ein weißes Fell und ihre violette Mähne ist immer stilvoll frisiert. Ihr Schönheitsfleck besteht aus drei funkelnden Diamanten.

## Der Schönheitsfleckenclub
In diversen Episoden der Serie dreht sich die Handlung nicht zentral um die Protagonisten, sondern um die drei Mitglieder des Schönheitsfleckenclubs (in der engl. Fassung Cutie Mark Crusaders). Es handelt sich dabei um drei Fohlen, die alle noch keinen Schönheitsfleck („cutie mark“) haben. Nachdem sie sich kennenlernen, tun sie sich zusammen, um gemeinsam auf verschiedene abenteuerliche Weisen zu versuchen, ihre besondere Begabung und damit ihre Schönheitsflecken zu entdecken. Die Crusaders bestehen aus Apple Bloom, Scootaloo und Sweetie Belle; in der dritten Staffel wird ein weiteres Mitglied im Club aufgenommen, Babs Seed, eine Cousine von Apple Bloom, die jedoch nur in zwei Episoden auftritt. Da sie keine Schönheitsflecke haben, werden sie wiederholt von ihren Mitschülerinnen Diamond Tiara und Silver Spoon gehänselt.

### Apple Bloom
Apple Bloom ist ein Erdpony und Applejacks kleine Schwester, die ein gelbes Fell und eine hellrote Mähne hat, die mit einer rosa Schleife zusammengebunden ist. Sie ist handwerklich begabt und hat das Clubhaus der Crusaders in Stand gesetzt. Darüber hinaus entwickelt sie Fähigkeiten in der Alchemie.

### Scootaloo
Scootaloo ist ein flugunfähiger Pegasus. Sie nutzt jedoch ihre Flügel dazu, ihren Tretroller anzutreiben, mit dem sie waghalsige Kunststücke ausführen kann. Ihr Vorbild ist Rainbow Dash, weswegen sie regelmäßig versucht, diese zu beeindrucken. In der Folge Schlaflos in Ponyville ist diese schließlich bereit, sie unter ihre Fittiche zu nehmen. Scootaloo hat ein oranges Fell und eine violette Mähne. Neben ihren akrobatischen Fähigkeiten entwickelt sie auch ein gewisses Gespür für Mechanik.

### Sweetie Belle
Sweetie Belle ist die jüngere Schwester von Rarity und eine mehr oder weniger begabte Sängerin. Ihr Fell ist wie Raritys weiß, allerdings ist ihre lockige Mähne violett und rosa. Sie gerät des Öfteren in Streitigkeiten mit ihrer älteren Schwester, arbeitet manchmal aber auch mit ihr zusammen. Anfangs verfügt sie noch über keinerlei magische Fähigkeiten und entwickelt diese erst im Laufe der vierten Staffel.

### Babs Seed
Babs Seed, auch Babsy oder Babsi genannt, ist ein braunes Erdpony mit pinker Mähne und Apple Blooms Cousine. Als sie in der dritten Staffel aus Mähnhatten zu Besuch kommt, schließt sie sich anfangs Silver Spoon und Diamond Tiara an. Erst später wird sie vom Schönheitsfleckenclub aufgenommen. In der Episode Bloom & Gloom der fünften Staffel wird erwähnt, dass sie mittlerweile ihren Schönheitsfleck in Form einer Schere erhalten hat.

## Antagonisten

### Nightmare Moon
Nightmare Moon ist der Antagonist der Pilot-Doppelfolge der Serie. Sie ist identisch mit der unten aufgeführten Prinzessin Luna, für eine detaillierte Beschreibung siehe dort.

### Discord

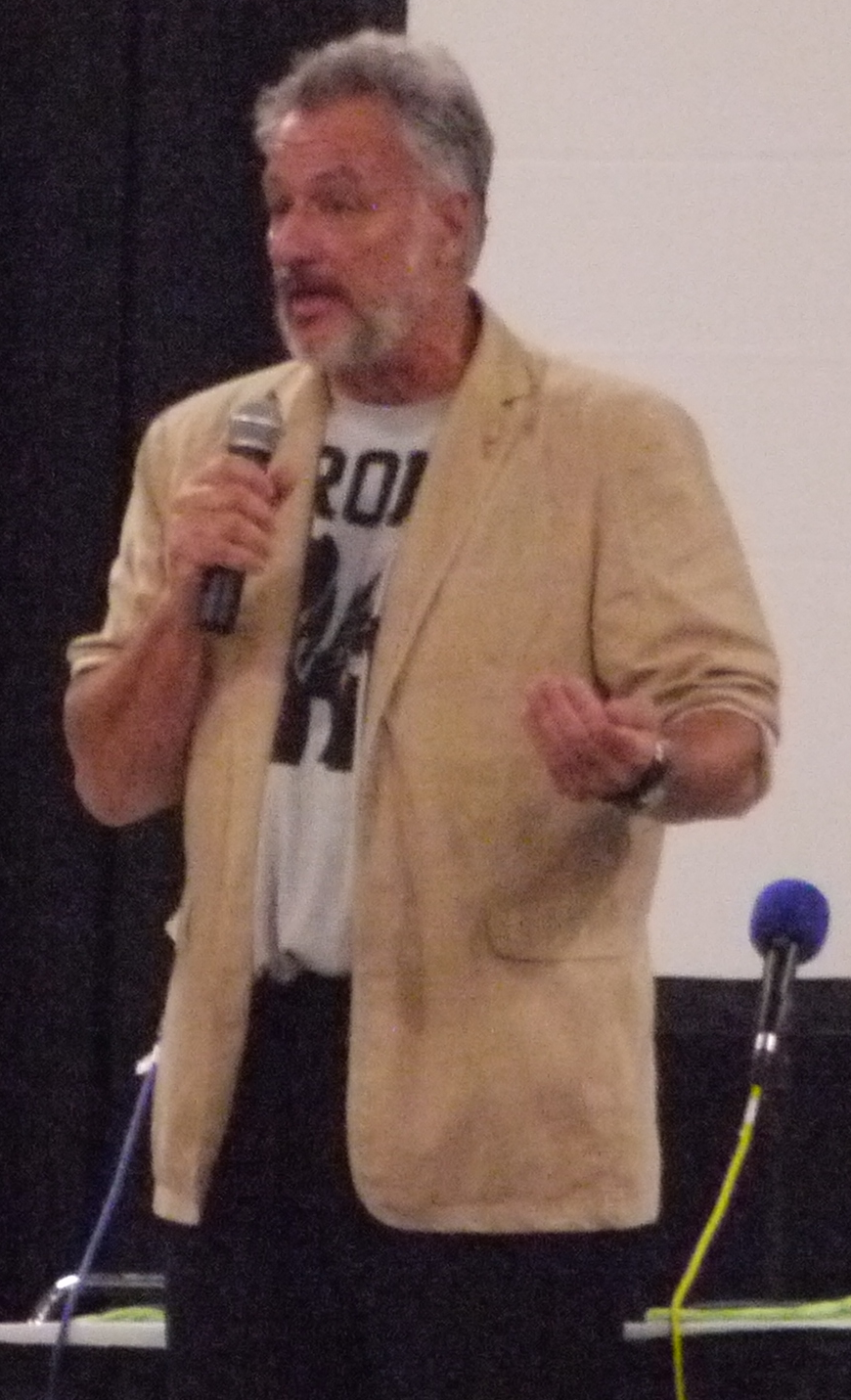
John de Lancie, Sprecher von Discord, auf der 2012 Summer BronyCon

Discord ist der Antagonist der Pilot-Doppelfolge der zweiten Staffel. Als Chimäre (in der Serie Draconequus bzw. Drachenpony genannt) besitzt er große magische Kräfte, mit welchen er Chaos und Zwietracht verbreitet. Ehemals war er der Herrscher von Equestria, bis ihn Prinzessin Celestia und Prinzessin Luna mithilfe der Elemente der Harmonie in eine Statue verwandelten und somit Frieden über das Land brachten. In der ersten Folge der zweiten Staffel wird er allerdings wieder befreit. Es gelingt ihm, einige Zeit lang die Protagonisten zu korrumpieren, so dass diese nicht mehr geschlossen gegen ihn stehen und ihre Elemente der Harmonie nicht gegen ihn einsetzen können. Schließlich befreien diese sich aber aus seinem Einfluss und verwandeln ihn wieder in eine Steinstatue. In der dritten Staffel wird er in der Episode Discord wird ein guter Drache erneut von ihnen befreit und dazu gebracht, seine Magie künftig für das Gute einzusetzen. Ab der vierten Staffel hat er wiederholte Auftritte, wobei er immer noch von chaotischer Natur ist, jedoch zumeist auf der Seite der Protagonisten steht.
Die Charakterzüge dieser Figur ähneln dem Wesen Q aus der Science-Fiction-Serie Raumschiff Enterprise: Das nächste Jahrhundert. So leiht ihm der Schauspieler John de Lancie seine Stimme, der auch in Star Trek die Figur des Q verkörperte. Als Chimäre besteht sein Körper aus Teilen von verschiedenen Tieren. Unter anderem hat er den Kopf einer Ziege, Arme eines Löwen und eines Adlers und den Rumpf eines Drachen.

### Königin Chrysalis
Chrysalis ist die Königin der Wechselponys (englisch „Changelings“), die sich von der Liebe anderer Ponys ernähren. Sie ist die Antagonistin der finalen Doppelfolge der zweiten Staffel. Chrysalis gelingt es, Prinzessin Cadance zu ersetzen und in ihrer Gestalt Shining Armor, Captain der Wache von Canterlot, zu heiraten. Dies ermöglicht es ihr, ihre Untertanen in die Stadt zu führen, um die dortigen Ponys anzugreifen. Twilight Sparkle gelingt es jedoch, die echte Cadance zu befreien, die zusammen mit Shining Armor Chrysalis besiegen kann.
Als Gestaltwandler kann Chrysalis verschiedene Formen annehmen, ihr wahrer Körper ähnelt dem eines schwarzen, geflügelten Einhorns mit bläulicher Mähne.

### König Sombra
Sombra ist der Antagonist der Pilot-Doppelfolge der dritten Staffel. Er herrschte einst als Einhorn-König über das Kristall-Königreich. Als er gestürzt wurde, brachte er auch das Königreich zum Verschwinden. Tausend Jahre später kehren beide zurück und Sombra versucht erneut, das Königreich unter seine Gewalt zu bringen, doch die Protagonisten der Serie können den einheimischen Ponys helfen, ihn zu vernichten.
Sombra ist ein graues Einhorn mit schwarzer, wehender Mähne und einem roten gekrümmten Horn, das eine Stirnreifkrone, eine Rüstung und einen roten Königsumhang trägt. Seine Augen leuchten grün und ein violetter Schleier geht von ihnen aus. Er kann eine geisterhafte Schattengestalt annehmen.

### Tirek
Tirek versuchte einst gemeinsam mit seinem Bruder Scorpan die Herrschaft über Equestria an sich zu reißen und dessen Magie zu stehlen, um selbst mächtiger zu werden. Scorpan lernte jedoch die Ponys Equestria zu schätzen und half Celestia und Luna, seinen Bruder nach Tartarus zu verbannen. In der Doppelfolge Twilights Königreich der vierten Staffel kehrt er zurück und versucht erneut, sich die Magie aller Ponys Equestrias einzuverleiben. Dabei zieht er sogar Discord auf seine Seite und kann so viel Magie stehlen, dass er selbst den Prinzessinnen Equestrias gefährlich wird. Um ihre Magie vor dessen Zugriff zu schützen, verstecken sie diese in Twilight Sparkle.
Discord verrät Tirek Twilights Aufenthaltsort, worauf Tirek Twilights Freunde gefangen nimmt und deren Magie stiehlt. Anschließend hintergeht er Discord, stiehlt auch dessen Magie und greift Twilight selbst an, keiner kann jedoch den anderen schlagen, weshalb er Twilight anbietet, ihre Freunde im Austausch gegen ihre Magie freizulassen. Twilight geht darauf ein, verlangt aber auch Discords Freilassung. Discord gibt ihr ein Amulett, das er von Tirek erhalten hatte und das sich als der letzte Schlüssel zu einer Kiste herausstellt, die Twilight am Anfang der Staffel gefunden hatte. Die in der Kiste enthaltene Regenbogenmagie verbannt Tirek wieder nach Tartarus und gibt die von ihm gestohlene Magie wieder frei.
Tirek hat das Aussehen eines Zentaurs von roter, schwarzer und grauer Färbung mit gelben Augen, der einen metallenen Nasenring trägt. Während im Laufe der Doppelfolgen seine Macht wächst, nimmt auch seine Größe weiter zu.
Anders als die vorherigen Antagonist der Serie traten Tirek und Scorpan bereits in der ersten Generation von Mein Kleines Pony im gut zwanzigminütigen Kurzfilm Abenteuer am Mitternachtsfluß (im Original Rescue at Midnight Castle) auf, wo Scorpan jedoch ein Diener Tireks ist, nicht dessen Bruder.

## Weitere Figuren

### Spike
Spike ist ein kleiner Babydrache und sowohl Twilight Sparkles Freund als auch ihr Assistent beim Erforschen ihrer magischen Fähigkeiten. Mithilfe seines feurigen Atems versendet und empfängt er die Briefe zwischen Twilight und Prinzessin Celestia. Er steht zwar treu auf Twilights Seite, ist aber in Rarity verliebt.
Er hat eine violette Schuppenhaut, grüne Zacken und grüne Augen. In neueren Staffeln bekam auch er die Fähigkeit zu fliegen mit seinen eigenem Paar Flügeln.

## Nebenfiguren

### Adel

#### Prinzessin Celestia
Prinzessin Celestia ist neben Prinzessin Luna, ihrer Schwester, die Regentin und Herrscherin über ganz Equestria. Sie ist ein Alihorn und hat die Aufgabe, den Sonnenlauf zu kontrollieren. Außerdem leitet sie die Schule für begabte Einhörner. Sie ist in der Lage, oft viele Schritte im Voraus zu planen. So erteilt sie, als sie bemerkte, dass sich ihre Schülerin Twilight Sparkle ausschließlich mit Büchern beschäftigt, ihr den Auftrag, sich in Ponyville auf die Suche nach wahrer Freundschaft zu machen, da sie weiß, dass diese nur mit Hilfe ihrer Freunde Nightmare Moon besiegen kann.
Sie hat ein weißes Fell und eine lange Mähne in Hellrosa, Hellgrün und verschiedenen Hellblautönen. Als Prinzessin trägt sie eine Krone und ihr Schönheitsfleck stellt eine leuchtende Sonne dar.

#### Prinzessin Luna
Luna, die jüngere Schwester von Celestia, ist auch ein Alihorn. Einst war es ihre Aufgabe, den Mond aufgehen zu lassen und sich um die Träume der Ponys zu kümmern, doch da ihr nicht die gleiche Anerkennung und Wertschätzung wie Celestia entgegengebracht wurde, rebellierte sie gegen ihre Schwester und weigerte sich, den Mond untergehen zu lassen. Durch ihre Eifersucht auf Celestia verwandelte sie sich in Nightmare Moon und versuchte, die ewige Nacht auf Erden herbeizuführen. Sie wurde von Celestia auf den Mond verbannt, von wo sie aber nach tausend Jahren zurückkehren konnte. Nachdem es Twilight Sparkle und ihren Freundinnen gelungen ist, sie mit Hilfe der Elemente der Harmonie in Luna zurückzuverwandeln, herrscht sie wieder an der Seite ihrer Schwester.
Durch ihre Verwandlung in Nightmare Moon änderte sich ihre Körperfarbe von Blau zu Schwarz und ihre hellblaue Mähne und ihr Schweif wurden zu einem blauen Nebel. Ihr Schönheitsfleck, eine weiße Mondsichel auf einer schwarzen Wolke, wurde zu einer weißen Mondsichel auf einer lila Wolke, da diese sonst nicht sichtbar wäre. Nach ihrer Rückverwandlung nimmt sie wieder ihre ursprüngliche Form an, hat allerdings dunkleres Fell und eine wehende Mähne, die aussieht wie ein Teil des Nachthimmels.

#### Shining Armor
Shining Armor ist ein weißes Einhorn mit blauer Mähne und blauen Augen. Er ist Twilights großer Bruder, Captain der königlichen Wache in Canterlot und versteht sich hauptsächlich auf Defensivmagie. In der Folge Hochzeit in Canterlot am Ende der zweiten Staffel, heiratet er Twilight ehemalige Fohlensitterin, Prinzessin Cadance, das sich auf die Magie der Liebe versteht. In der dritten Staffel werden beide zu Regenten der Kristallkönigreiches (englisch Crystal Empire) im Norden Equestrias.

#### Prinzessin Cadence
Prinzessin Cadence, eigentlich Mi Amore Candenza, ist ein rosa Alihorn und, neben seinem Gatten Shining Armor, Mitregent über das Kristallkönigreich. Sie steht für die Magie der Liebe und ist normalerweise sehr freundlich eingestellt. Ihre Aufgabe ist es neben dem Wirken der Magie der Liebe in Equestria, die Einwohner des Kristallkönigreiches vor Gefahren von außen, wie beispielsweise dem Antagonisten König Sombra zu schützen. Laut dem offiziellen Roman Twilight Sparkle and the Crystal Heart Spell war sie ein Pegasus, ehe sie zur Alihorn-Prinzessin wurde.

### Weitere Nebenfiguren

#### Cheerilee
Cheerilee ist ein lavendelfarbenes Erdpony sowie Lehrerin in der Schule von Ponyville. Sie unterrichtet die Fohlen im Städtchen als Lehrerin und bringt ihnen auch Dinge über Equestria und das Leben dort bei. Ihr Schönheitsfleck besteht aus drei Gänseblümchenblüten.

#### Zecora
Zecora ist ein Zebra, das im magischen Everfree Forest nahe Ponyville lebt. Von den Protagonisten wird sie anfangs für feindlich gehalten, was sich aber im Laufe der Folge als ein Missverständnis aufgrund ihrer Fremdheit herausstellt. Später steht sie diesen dank ihrer Weisheit und ihrer Kenntnisse über Magie, Kräuterkunde und Alchemie in vielen Situationen zur Seite. Insbesondere entwickelt sie eine Freundschaft zu Twilight und Apple Bloom. Sie ist eine Schamanin und Kräuterkundige.
Ihr Körper ist hell- und dunkelgrau gefärbt, ihre Mähne weiß und grau gestreift. Sie trägt goldene Ohrringe sowie einen goldenen Hals- und Hufreif.

#### Die Wonderbolts
Die Wonderbolts sind eine Gruppe von Pegasi, die die Elitefliegerstaffel von Equestria stellen. Trotz ihrer militärischen Herkunft sind sie hauptsächlich bei Sportveranstaltungen und Flugshows anzutreffen, leisten aber auch in einigen Krisensituationen Unterstützung. Im Laufe der Serie macht Rainbow Dash diverse Fortschritte bei ihren Versuchen, sich dieser Gruppe anzuschließen. Bekannte Wonderbolts, die wiederholt auftreten, sind deren Anführerin, Captain Spitfire, sowie Soarin’ und Fleetfoot.

#### Trixie
Trixie, im Merchandising auch als Trixie Lulamoon bekannt, ist eine blaue Einhorn-Magierin, die bei einer Aufführung in Ponyville damit angibt, einen Ursa Major besiegt zu haben. Als das Dorf jedoch von einem Ursa Minor angegriffen wird, kann sie nichts gegen diesen ausrichten, weshalb Twilight die Bestie besänftigen muss. Derart bloßgestellt flüchtet sie aus Ponyville. In der dritten Staffel sinnt sie auf Rache und beschafft sich dafür das Einhorn-Amulett, das ihre Magie verstärkt, sie aber auch völlig korrumpiert. Mit Hilfe diese Talismans gelingt es ihr, Ponyville zu unterwerfen, Twilight kann es ihr jedoch wieder abluchsen, worauf Trixie sich bei den Ponys entschuldigt.

#### Star Swirl
Star Swirl der Bärtige ist ein mächtiger Magier der Vergangenheit und Twilights Vorbild. Er tritt in den ersten Staffeln nicht selbst auf, wird jedoch wiederholt erwähnt. Ab der siebten Staffel tritt er als wiederkehrende Figur auf. Indem es Twilight gelingt, einen unvollständigen Zauber Star Swirls zu vervollständigen, erreicht sie den Status einer Alihorn-Prinzessin. Laut The Journal of the Two Sisters, dem Begleitbuch zur vierten Staffel, war es Star Swirl, der Celestia und Luna als Prinzessinnen von Equestria einsetzte. Darüber hinaus hat er mehrere Auftritte in den offiziellen Comics.

## Hintergrundponys

### Bon Bon
Bon Bon, von offizieller Seite wird Sweetie Drops als Name verwendet, ist ein beigefarbenes Pony mit rosa-blauer Mähne und drei Bonbons als Schönheitsfleck. Sie gilt als beste Freundin von Lyra und entwickelte mit ihr eine gewisse Popularität.

### Derpy Hooves
Derpy Hooves ist ein grauer Pegasus mit beigefarbener Mähne und ebenfalls beigen Augen. Sie ist sehr tollpatschig und mittlerweile ein Running Gag in der Sendung, zum Beispiel durch das Fallenlassen von Klavieren aus Ungeschicklichkeit. Sie hat im Fandom eine sehr hohe Popularität entwickelt. Ihr Schönheitsfleck sind ein paar Luftblasen. Ursprünglich sollte das Pony Ditzy Doo heißen, aber die Regie übernahm schließlich den Namen aus dem Fandom in die Sendung offiziell.

### DJ Pon-3
DJ Pon-3 ist ein weißes Einhorn mit blauer Mähne und magentafarbenen Augen, die von ihrer trägerlosen Brille verdeckt werden. Sie ist ein DJ und anscheinend die beste Freundin von Octavia. Ihr Schönheitsfleck ist eine doppelte gespiegelte Achtelnote.

### Dr. Hooves
Dr. Hooves, inoffiziell ist auch Doctor Whooves bzw. Time Turner verbreitet, ist ein braunes Erdpony mit dunkelbrauner Mähne und einer Sanduhr als Schönheitsfleck. Es tritt in diversen Folgen im Hintergrund auf und hat, auch durch seine Ähnlichkeit zum Doktor, ebenfalls Popularität unter den Fans entwickelt. Einige von ihnen betreiben auch zwischen Dr. Hooves und Derpy Hooves Shipping.

### Lyra Heartstrings
Lyra Heartstrings ist ein minzfarbenes Einhorn mit einer hellblauen Mähne und einer Harfe als Schönheitsfleck. Durch ihre Sitzhaltung, die der eines Menschen ähnelt, und ihrem häufigen Auftreten in humorvollen Situationen im Hintergrund hat sie unter den Fans ebenfalls eine hohe Popularität entwickelt. Sie gilt als beste Freundin von Bon Bon.

### Octavia
Octavia ist ein graufarbenes Erdpony mit dunkelgrauer Mähne. Sie zeichnet sich durch ihre Spezialisierung in der klassischen Musik aus. Ihr Schönheitsfleck ist ein pinker Violinschlüssel.